# Jojo (stripreeks)
Jojo is een Belgische stripreeks die begonnen is in november 1987 met André Geerts als schrijver en tekenaar. Het personage Jojo ontstond al in 1983. André Geerts tekende wekelijks een pagina in het stripblad Spirou / Robbedoes. In dat kader ontstond het figuurtje Jojo, een jongetje met een te grote pet en een rode salopette, dat toen figureerde in gags van vier plaatjes. Pas later werkte Geerts het figuurtje en zijn omgeving uit. Jojo's moeder is overleden, zijn vader heeft het te druk met zijn werk als loodgieter in de stad, en daarom woont Jojo op het platteland met zijn oma (Mamy).

## Albums
Alle albums zijn getekend en geschreven door André Geerts en uitgegeven door Dupuis. Alleen nr. 15 en nr. 18 zijn geschreven met de hulp van Sergio Salma.
1. Even goeie vrienden!
2. Op de vlucht
3. Operatie Dik-Lowietje
4. Het raadsel Violeine
5. Een donders mooie zomer
6. Het verbond
7. Mamy bijt van zich af
8. Meneertje Kanalles
9. Papa is terug
10. Pietertje pechvogel
11. De keuze van Charlotte
12. Jojo op kostschool
13. De puinhoop van het leven
14. Ballade voor de vier seizoenen
15. Een verloofde voor papa
16. Jojo dierenarts
17. In beslag genomen
18. Mamy blues